# Experimentul Wu

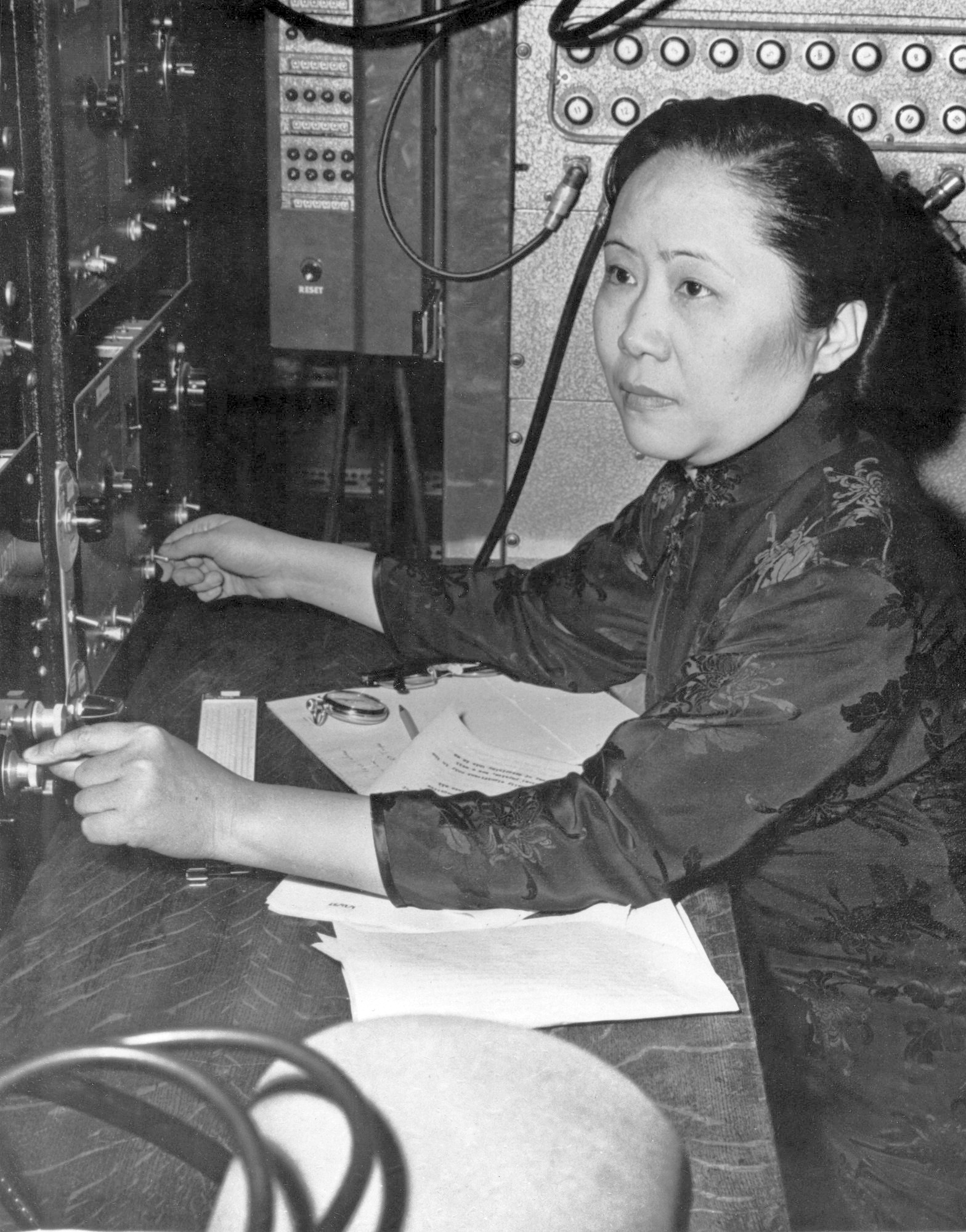
Chien-Shiung Wu, după care a fost dat numele experimentului Wu, a proiectat experimentul și a condus echipa care a efectuat testul de conservare a parității în 1956.

Experimentul Wu este un experiment de fizică a particulelor și fizică nucleară realizat în 1956 de fizicianul chinez și american Chien-Shiung Wu în colaborare cu Laboratorul de Temperatură Joasă (Low Temperature Group) al Biroului Național de Standarde al SUA. Scopul experimentului a fost de a stabili dacă paritatea (paritatea-P), care a fost stabilită anterior în interacțiuni electromagnetice și puternice, este conservată și pentru interacțiunea slabă sau nu. Dacă paritatea (paritatea-P) ar fi o cantitate adevărată conservată, atunci versiunea în oglindă a lumii (unde stânga este înlocuită cu dreapta și dreapta este înlocuită cu stânga) s-ar comporta ca o imagine în oglindă a lumii reale. Dacă paritatea P ar fi încălcată, atunci s-ar putea distinge între o versiune în oglindă a lumii și o imagine în oglindă a lumii reale. Experimentul a constat în observarea distribuției direcțiilor de emisie de electroni din nucleele de cobalt-60 în timpul dezintegrării beta în condiții de temperatură foarte scăzută și un câmp magnetic puternic. Acest experiment a dezvăluit o asimetrie în distribuția particulelor beta emise de sursa de radiație.
Rezultatele experimentului au arătat că conservarea parității spațiale este încălcată din cauza interacțiunii slabe, ceea ce duce la posibilitatea de a determina rapid stânga și dreapta fără referire la macroobiectele din lumea reală. Acest rezultat nu era așteptat de comunitatea fizicii, care anterior considerase paritatea ca fiind o cantitate conservată. Tsung-Dao Lee și Chen Ning Yang, fizicienii teoreticieni care au generat ideea de neconservare a parității și au propus acest experiment, au primit Premiul Nobel pentru fizică în 1957 pentru munca lor teoretică. Rolul lui Chien-Shiung Wu în descoperire a fost menționat în discursul Nobel, dar nu a fost recunoscut până în 1978, când i s-a acordat pentru prima dată Premiul Wolf.